# 浜崎盛史
浜崎 盛史（はまさき もりふみ、1967年 - ）は、日本の経営者、実業家。通称H氏。株式会社ハマサキコーポレーション社長。NGUステラ株式会社（NGU Stella Co.,Ltd.）代表取締役。神宮寺シャイは実子。

## 来歴・人物
神戸市出身。長田工業高校卒。近畿大学法学部中退。2007年、2011年、ともに神戸市議会議員選挙長田区に無所属・新で立候補。2007年は作曲家の中村泰士、2011年は民主党の向山好一（現・国民民主党）の支持をそれぞれ受けている。 2008年、代表者として政治団体こうべ新風会を発足。2009年にはNGUステラ株式会社を設立し、同代表取締役に就任する。2014年、日本アジア振興財団運営のもと2020東京五輪に向けた在日本国カンボジア王国オリンピック委員に任命される。2020年、音楽グループ レぺゼン地球の所属事務所であった株式会社 Life Groupの代表取締役に就任。